# Dirk Huysmans
Dirk Huysmans (ur. 3 września 1973 w Antwerpii) – belgijski piłkarz grający na pozycji lewoskrzydłowego. Był reprezentantem Belgii.

## Kariera klubowa
Swoją karierę piłkarską Huysmans rozpoczynał w juniorach takich klubów jak: K Rochus Deurne (1981-1988) i Lierse SK (1988-1989). W sezonie 1989/1990 zadebiutował w barwach Lierse w pierwszej lidze belgijskiej. W sezonie 1996/1997 wywalczył z nim tytuł mistrza Belgii.
Latem 1997 Huysmans odszedł z Lierse do Standardu Liège. Zadebiutował w nim 8 sierpnia 1997 w zremisowanym 1:1 domowym meczu z Excelsiorem Mouscron. W Standardzie grał przez rok i latem 1999 wrócił do Lierse. W sezonie 1999/2000 zdobył z nim Puchar Belgii.
W 2000 roku Huysmans przeszedł do Germinalu Beerschot. Swój debiut w nim zaliczył 6 września 2000 w zwycięskim 5:0 wyjazdowym spotkaniu z RAA Louviéroise. W Germinalu grał do końca sezonu 2003/2004. W sezonie 2004/2005 grał w trzecioligowym KV Mechelen. Sezon 2005/2006 spędził w czwartoligowym Lyra TSV, a sezon 2006/2007 w Berchem Sport, w którym zakończył karierę.
| Sezon   | Klub               | Kraj   | Rozgrywki     | Mecze | Gole |
| ------- | ------------------ | ------ | ------------- | ----- | ---- |
| 1989/90 | Lierse SK          | Belgia | Eerste klasse | 1     | 0    |
| 1990/91 | Lierse SK          | Belgia | Eerste klasse | 8     | 0    |
| 1991/92 | Lierse SK          | Belgia | Eerste klasse | 0     | 0    |
| 1992/93 | Lierse SK          | Belgia | Eerste klasse | 18    | 3    |
| 1993/94 | Lierse SK          | Belgia | Eerste klasse | 26    | 2    |
| 1994/95 | Lierse SK          | Belgia | Eerste klasse | 25    | 12   |
| 1995/96 | Lierse SK          | Belgia | Eerste klasse | 19    | 6    |
| 1996/97 | Lierse SK          | Belgia | Eerste klasse | 31    | 5    |
| 1997/98 | Standard Liège     | Belgia | Eerste klasse | 22    | 5    |
| 1998/99 | Lierse SK          | Belgia | Eerste klasse | 29    | 11   |
| 1999/00 | Lierse SK          | Belgia | Eerste klasse | 13    | 2    |
| 2000/01 | Germinal Beerschot | Belgia | Eerste klasse | 8     | 4    |
| 2001/02 | Germinal Beerschot | Belgia | Eerste klasse | 30    | 12   |
| 2002/03 | Germinal Beerschot | Belgia | Eerste klasse | 18    | 3    |
| 2003/04 | Germinal Beerschot | Belgia | Eerste klasse | 7     | 0    |
| 2004/05 | KV Mechelen        | Belgia | Derde klasse  | 13    | 3    |
| 2005/06 | Lyra TSV           | Belgia | IV liga       | 25    | 17   |
| 2006/07 | Berchem Sport      | Belgia | IV liga       | 22    | 2    |

## Kariera reprezentacyjna
W reprezentacji Belgii Huysmans zadebiutował 15 listopada 1995 w zremisowanym 1:1 meczu eliminacji do Euro 96 z Cyprem, rozegranym w Limassolu, gdy w 58. minucie zmienił Danny'ego Boffina. Był to jego jedyny mecz w kadrze narodowej.